# Xenetopsis
Xenetopsis is een geslacht van wantsen uit de familie van de Miridae (Blindwantsen). Het geslacht werd voor het eerst wetenschappelijk beschreven door Bertil Robert Poppius in 1921.

## Soorten
Het genus bevat de volgende soorten:

- Xenetopsis brasilianus Carvalho, 1988
- Xenetopsis peruana Poppius, 1921